# Richard Woolsey
Richard Woolsey es un personaje ficticio de la franquicia televisiva Stargate. Interpretando por Robert Picardo, Woolsey hace su primera aparición como un miembro del NID en Heroes II, un episodio de la temporada 7 de Stargate SG-1, volviendo a aparecer en varios capítulos hasta la 10.ª temporada. También fue un personaje recurrente en las temporadas 3 y 4 de Stargate Atlantis, antes de convertirse parte de elenco principal en la 5ª temporada de la serie.

## Evolución del personaje

### Stargate SG-1
Tras la muerte de la Dra. Janet Fraiser durante la 7ª temporada de Stargate SG-1, Woolsey llega al Comando Stargate para examinar las decisiones del comando y advierte al personal de CSG con corte marcial si es que ellos no cooperan con la investigación. Después, cuando Woolsey lleva su informe al Presidente Hayes, se da cuenta de las ambiciones del Vicepresidente Kinsey, y presenta evidencias incriminatorias contra éste, forzándolo indirectamente a dimitir. 
Woolsey reaparece en la 9ª temporada para fomentar al SGC a que tome grandes riesgos con el híbrido Goa'uld-humano-Antiguo Khalek con el fin de aprender más sobre el proceso de Ascensión. Cuando el sujeto de estudio escapa causando daños y muertos entre personal de la base, Woolsey reconoce su propio error y pide perdón al SG-1. 
Siendo el representante de EE. UU. en el recién formado Comité Internacional de Vigiliancia (IOA), Woolsey y algunos colegas son rescatados por el SG-1 y la tripulación del Odisea después de una catástrofe en el Sitio Gamma. Este consideraría aquella como "la experiencia que le abrió los ojos". 
Woolsey hace 3 apariciones más durante la 10.ª temporada; la primera para informar al Gral. Landry de la sugerencia del IOA de traer el MPC de Atlantis para potenciar las armas de la Antártida en caso de que las naves Ori que llegaron por el Superportal ya estén camino a la Tierra. La segunda, para poner a prueba la lealtad de Vala Mal Doran al CSG, y la última ocurre cuando SG-1 rescata a un Daniel Jackson, transformado en un Prior. Recordando el incidente con Khalek, Woolsey decide que lo mejor es que Jackson sea colocado en stasis. Sin embargo, Daniel se libera antes de que el plan de Woolsey se lleve a cabo.

### Stargate Atlantis
Enfrentados a una amenaza Wraith en camino, el IOA manda a llamar de vuelta a la Tierra a la Dra. Weir, y Woolsey forma parte del comité que le pide explicaciones por su fallida alianza con los Espectros. Él sinceramente respeta a Weir e intenta defender sus acciones, pero debe diferir de sus colegas del Comité. Él CIV entonces lo envía a Atlantis a evaluar la capacidad de mando de Weir. Una vez allí, en un primer momento hace una valoración bastante pobre sobre los miembros de la Expedición (Sheppard expresa un fuerte deseo por colpear a Woolsey en la cabeza). Sin embargo, al final, se pone de lado de Weir, enviado un informe modificado al IOA que favorece a Weir y la mantiene al mando de Atlantis. Más adelante, cuando Antiguos vivos son encontrados y reclaman el control de Atlantis, Woolsey y el General O'Neill son enviados a negociar con ellos. A Woolsey y O'Neill se les permite quedarse como "enlaces" con los Antiguos, y luego ambos quedan atrapados cuando los Asurans invaden y toman control de la ciudad. Finalmente son rescatados por los miembros de la expedición Atlantis y Woolsey expresa su frustración por tener que ser engañado cómo parte del plan de rescate.
Después de que Samantha Carter asuma el mando de Atlantis, Woolsey,  regresa para supervisar su habilidad para dirigir la expedición y de nuevo se encuentra en medio de una situación peligrosa, encontrándose cara a cara con un Espectro por primera vez. Eventualmente, él se va y presenta un informe favorable acerca de los métodos de Carter. Aunque hubiera querido ser más riguroso, Woolsey le dice a Carter que ciertos hechos serían excluidos para hacer el informe lo más favorable para ella.
En una línea de tiempo alterna, Woolsey se convierte en líder de la Expedición Atlantis, luego de que Carter muere lanzando al Phoenix en un ataque kamikaze contra tres Naves Colmenas. En esta línea de tiempo, él ordena que todos los recursos de Atlantis se enfoquen en la protección de la ciudad y llama de vuelta a todos aquellos que estén tratando de ayudar a los otros humanos en la galaxia, quienes han caído víctimas de los planes de Michael para la dominación galáctica.
Al iniciar la 5ª temporada, Richard Woolsey pasa a convertirse en un personaje principal de Stargate Atlantis, al asumir como Comandante de la Expedición Atlantis, después de que la Coronel Carter es reasignada.

### Características
Antes de tomar su posición en el NID, Woolsey fue consejero líder del cuerpo de Ingenieros del Ejército. Dimitió después de descubrirse que tenía lazos con una gran corporación que había recibido 800 millones de dólares en contratos privados del Pentágono.
Tiene una M.B.A., y un J.D. de Harvard, donde sirvió en el Harvard Law Review. Woolsey está divorciado y no tiene hijos.
Robert Picardo describe a Woolsey como un "tipo difícil" y " resistente investigador exterior que fue enviado a asumir la culpa", también lo ha llamado "un agradable Dick Cheney","personaje conflictivo" y el "burocrata máximo".

## Desarrollo
Robert Picardo estuvo en el elenco principal de Star Trek: Voyager desde 1995 a 2001. Estuvo familiarizado con Stargate SG-1 a raíz de su tiempo como un suscriptor de Showtime. Le ofrecieron un papel de estrella invitada por un día como Richard Woolsey para el episodio de SG-1 "Heroes II" durante la séptima temporada (2004), mientras él estaba trabajando en la serie "The Outer Limits" en Vancouver (donde Stargate SG-1 era filmado). Fue entonces traído de vuelta para el episodio siguiente Inauguration, en cual comienza la rehabilitación del caractér de Woolsey. Con la introducción de la historiadel IOA, el personaje de Woolsey hace más apariciones regulares para "molestar a la gente". Eventualmente, cierto humor se le fue añadiendo al rol del personaje y finalmente fue llevado a Atlantis como invitado recurrente.
Cuando Amanda Tapping anunció a finales de 2007 que ella no interpretaría de nuevo su papel regular como la Coronel Samantha Carter en Stargate Atlantis, los productores inmediatamente estuvieron de acuerdo en el personaje de Woolsey representado por Robert Picardo como nuevo comandante de la expedición Atlantis. 
Joseph Mallozzi llamó a Picardo, Picardo "estuvo sorprendido aunque encantado en la perspectiva de llegar a bordo" y corrió a contarle a su esposa; Picardo se unió al elenco de Stargate Atlantis en la temporada 5.

## Recepción
El productor Joseph Mallozzi dijo que "siempre que hago entrevistas, a menudo dibujo paralelos entre [Amanda Tapping y Robert Picardo]. Ambos son increíbles profesionales, con quienes trabajar es siempre un placer, y como los actores dotados que son, siempre elevan la actuación de todos aquellos con quienes comparten una escena".
El Actor David Hewlett estuvo entusiasta elogiando la promoción de Woolsey a personaje principal, declarando "trae lo atractivo de vuelta" y expreso que la incorporacón de Picardo al elenco fue como "pez fuera del agua [...] él es la última persona que debería ser responsable de Atlantis".